# Nistos
Nistos (okzitanisch: Nistòs) ist eine französische Gemeinde mit 210 Einwohnern (Stand: 1. Januar 2022) im Département Hautes-Pyrénées in der Region Okzitanien; sie gehört zum Arrondissement Bagnères-de-Bigorre und zum Kanton La Vallée de la Barousse. Die Einwohner werden Nistosiens/Nistosiennes genannt.

## Geografie
Nistos liegt rund 14 Kilometer südöstlich der Stadt Lannemezan im Osten des Départements Hautes-Pyrénées. Die Gemeinde besteht aus mehreren Weilern sowie zahlreichen Streusiedlungen. Das gleichnamige Flüsschen Nistos durchquert das Gemeindegebiet. Weite Flächen sind Bergland und bewaldet. Höchster Punkt in Nistos ist der 1849 m hohe Pic de Mont Aspet im Süden der Gemeinde. Die Gemeinde liegt einige Kilometer südlich der Autoroute A64.
Umgeben wird Nistos von den Nachbargemeinden Bize im Norden, Seich und Sacoué im Osten, Ferrère im Südosten, Sarrancolin im Südwesten und Westen sowie Hèches im Westen und Nordwesten.

## Geschichte
Im Mittelalter lag der Ort in der Region Comminges, die ein Teil der Provinz Gascogne war. Im Jahr 1844 spaltete sich Nistos von der Gemeinde Bize ab. Von 1844 bis 1957 trug sie den Namen Nistos-Haut-et-Bas. Nistos lag von 1844 bis 2015 im Kanton Saint-Laurent-de-Neste. Die Gemeinde ist seit 1844 dem Arrondissement Bagnères-de-Bigorre zugeteilt.

## Bevölkerungsentwicklung
| Jahr                       | 1962 | 1968 | 1975 | 1982 | 1990 | 1999 | 2006 | 2014 | 2020 |
| Einwohner                  | 362  | 330  | 288  | 243  | 217  | 235  | 220  | 232  | 208  |
| Quellen: Cassini und INSEE |      |      |      |      |      |      |      |      |      |

## Sehenswürdigkeiten
- Himmelfahrts-Kirche (Église de l'Assomption) in Haut-Nistos
- Kirche Mariä Himmelfahrt (Notre-Dame de l'Assomption) in Bas-Nistos
- Brunnen
- Denkmal für die Gefallenen in Bas-Nistos[1]
- Denkmal für die Gefallenen in Haut-Nistos[2]
- mehrere Wegkreuze

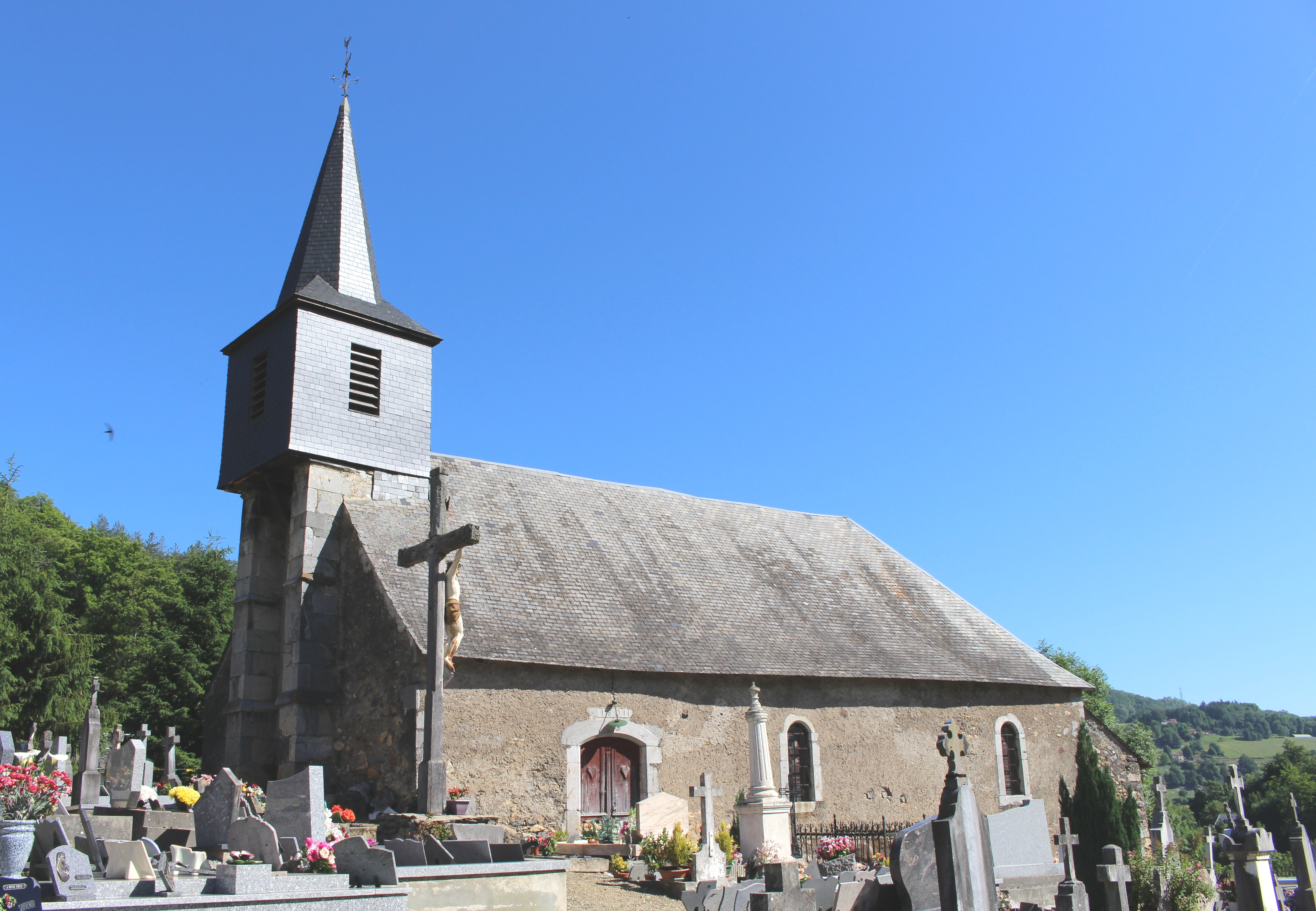
Himmelfahrts-Kirche in Haut-Nistos
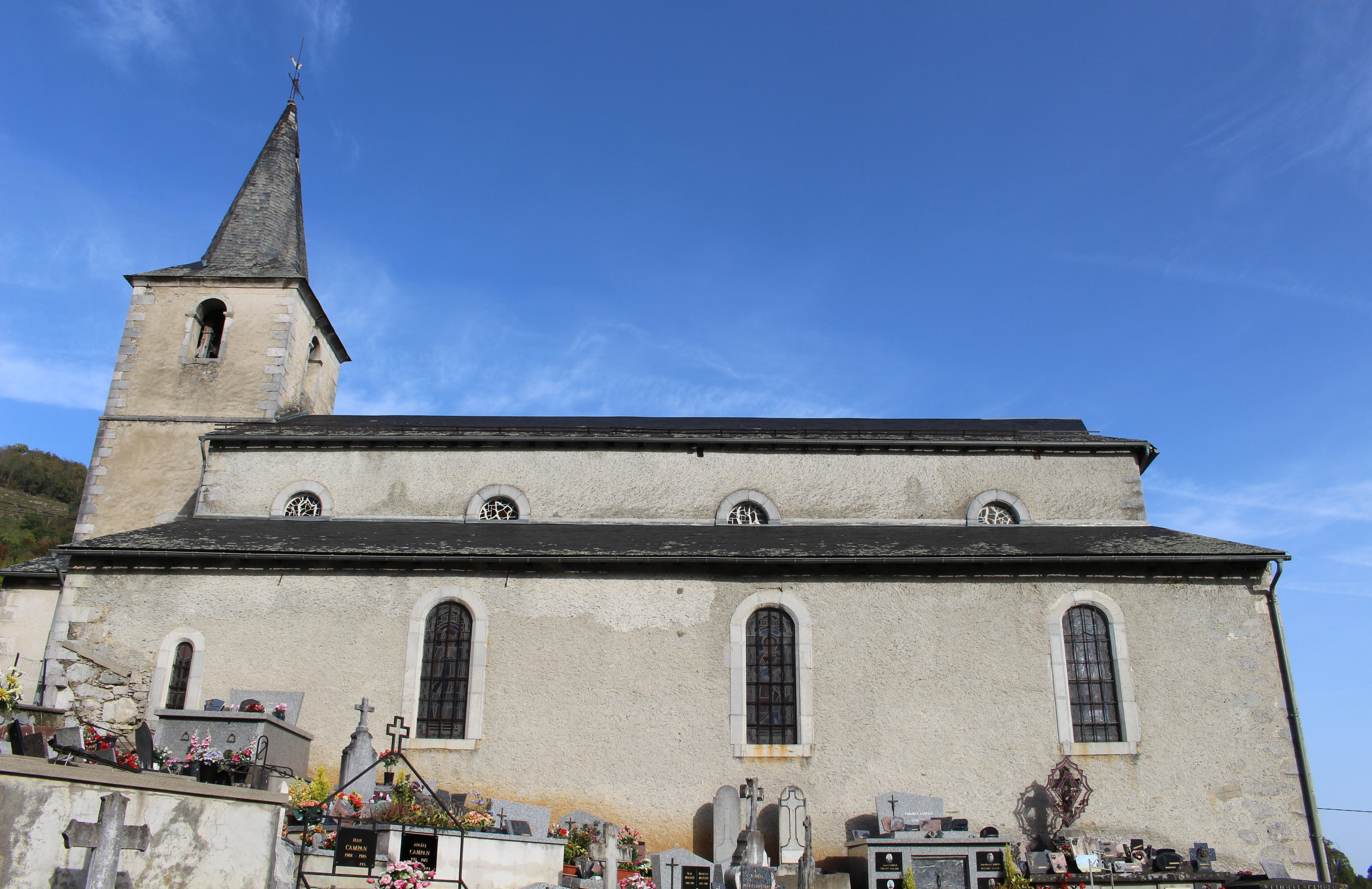
Kirche Mariä Himmelfahrt in Bas-Nistos
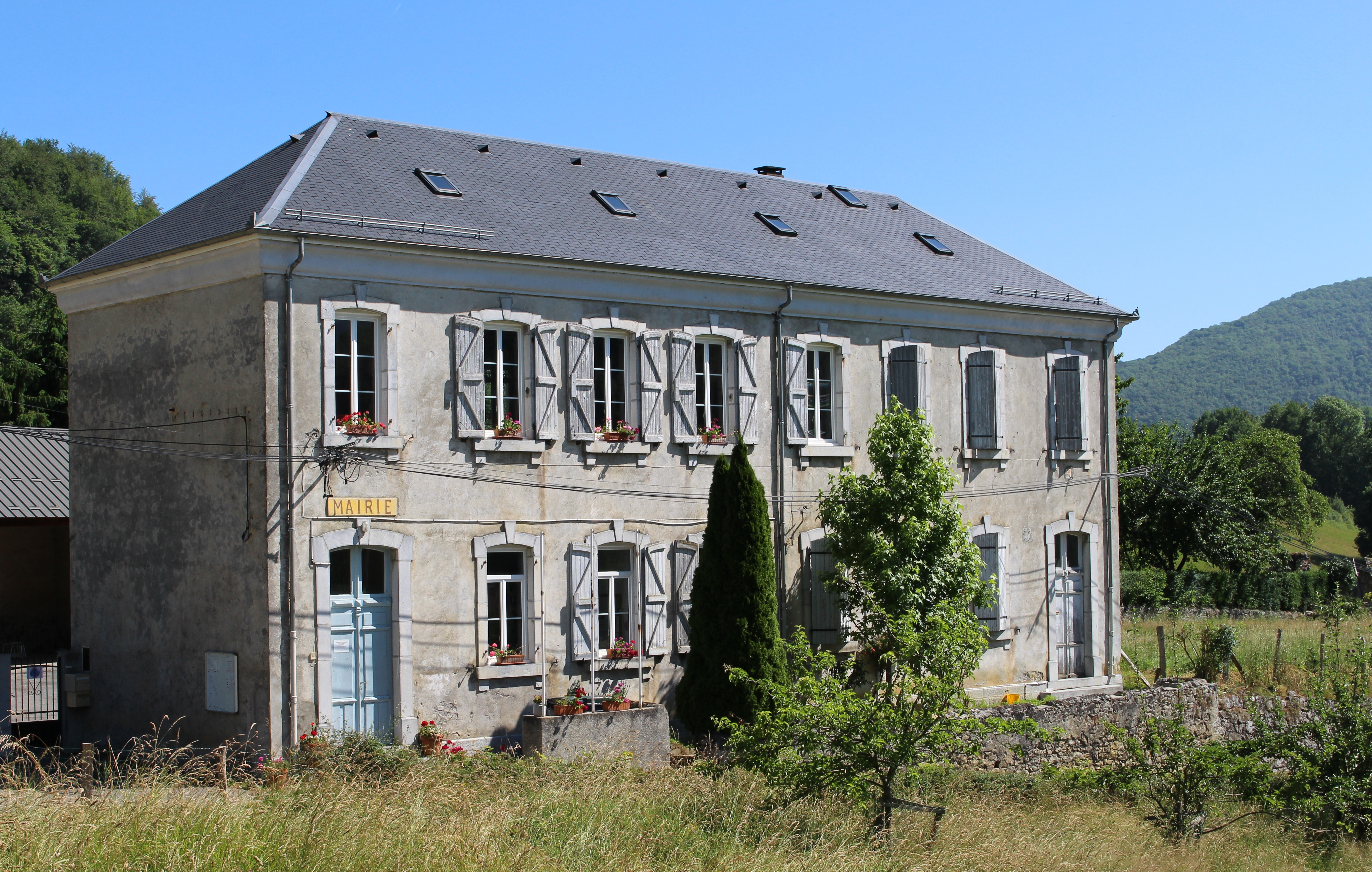
Mairie (Rathaus) von Nistos
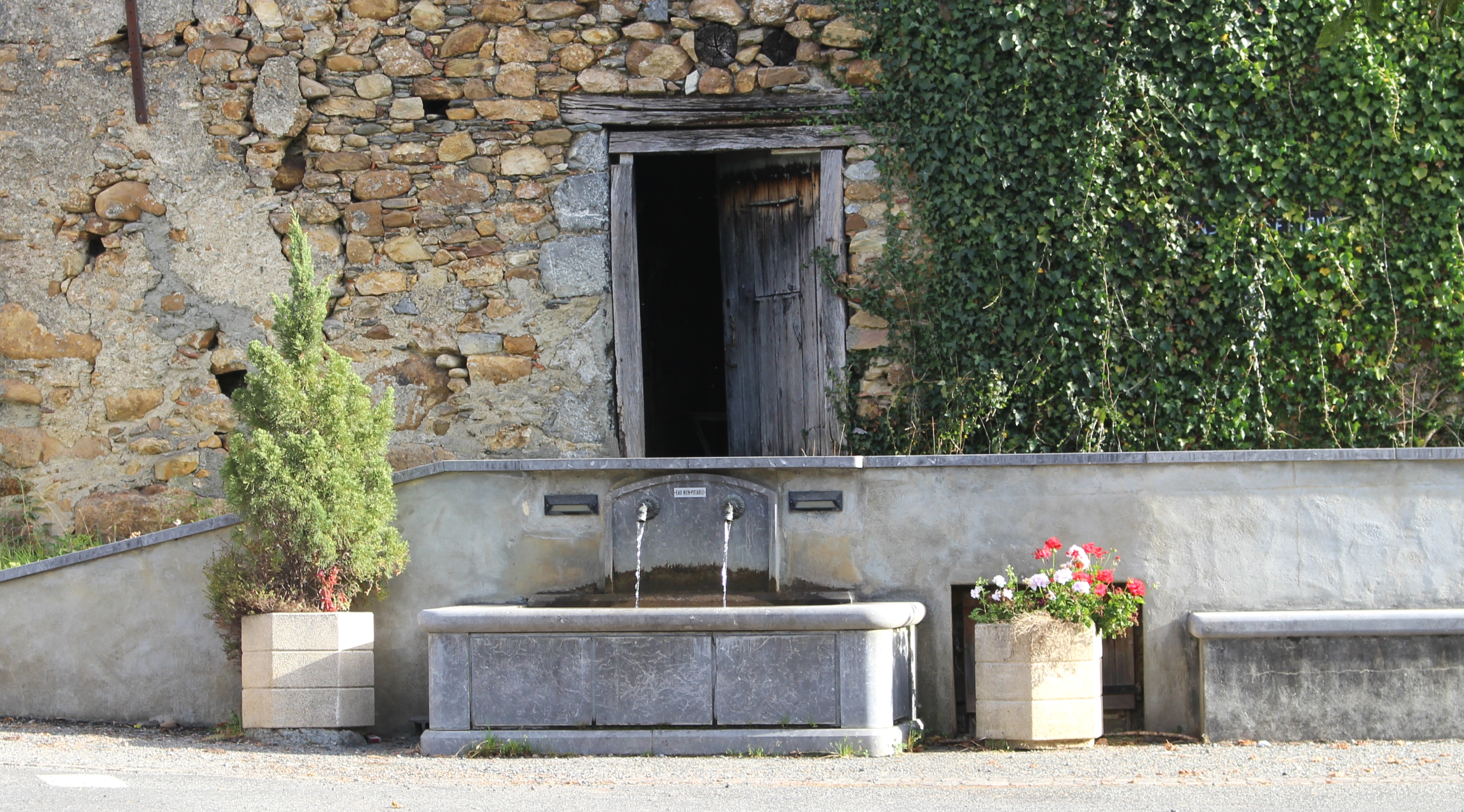
Brunnen in Nistos
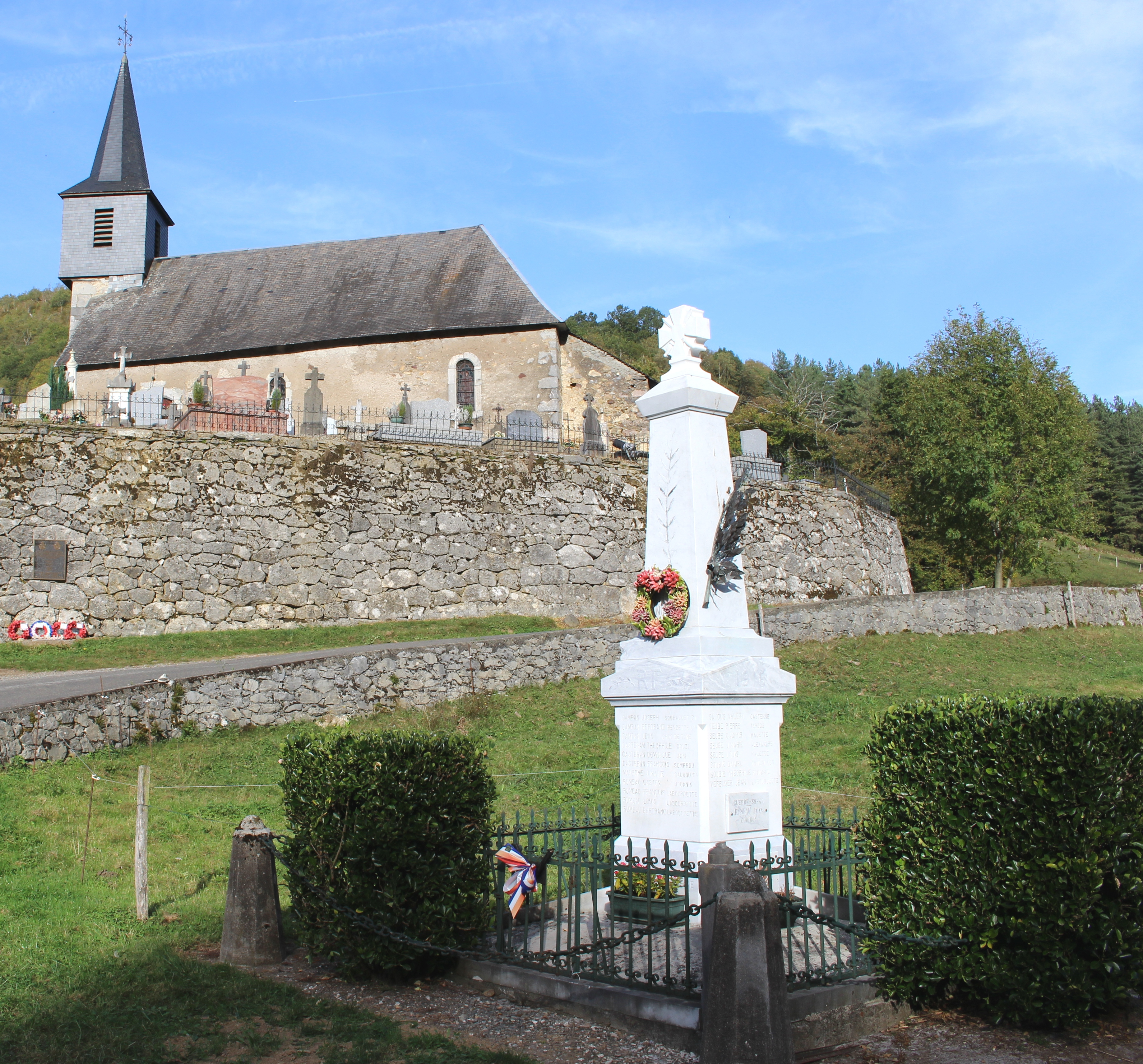
Denkmal für die Gefallenen in Haut-Nistos
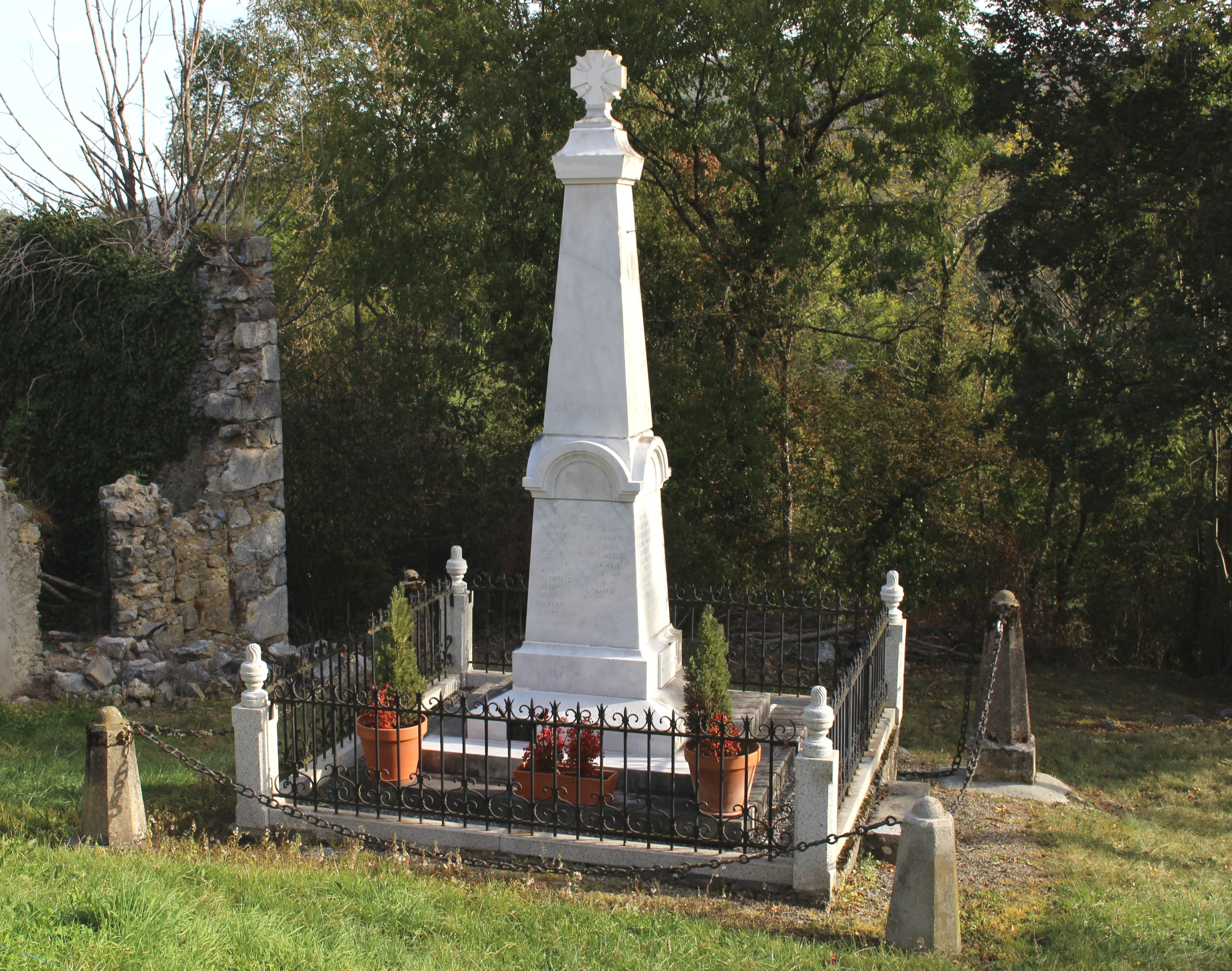
Denkmal für die Gefallenen in Bas-Nistos